# Ortopedia

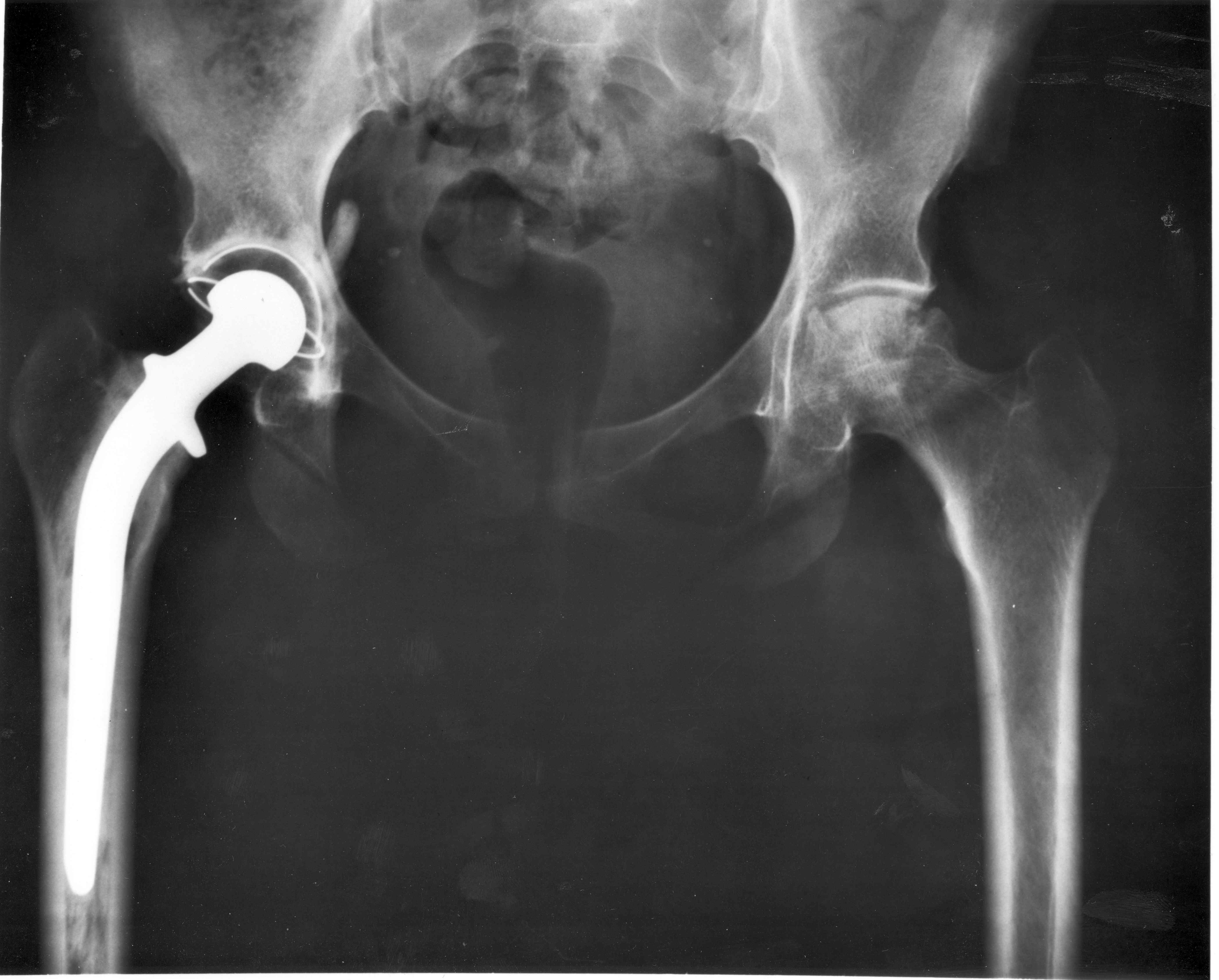
Widoczna endoproteza „cementowa“ stawu biodrowego (lewa strona zdjęcia).
Metalowa głowa i trzpień umieszczone są w trzonie kości udowej, a panewka zastąpiona jest polietylenowym odpowiednikiem.

Ortopedia – jedna z podstawowych specjalności lekarskich. Skupia się na diagnostyce i leczeniu operacyjnym i zachowawczym schorzeń, wad wrodzonych i nabytych, zapaleń, zakażeń, nowotworów oraz uszkodzeń i zmian pourazowych narządu ruchu: szkieletu (z wyjątkiem kości czaszki), układu więzadłowo-stawowego oraz mięśni, nerwów i naczyń.

## Etymologia nazwy

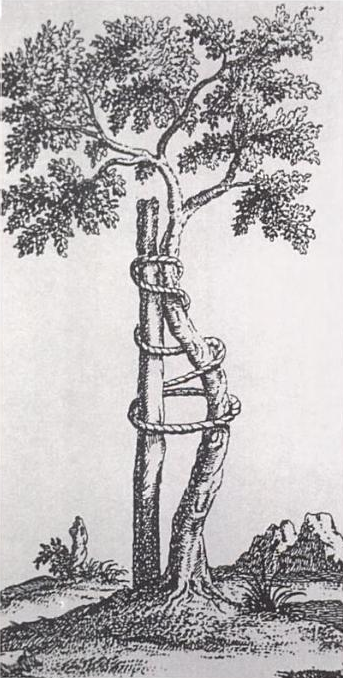
Drzewko Nicolasa Andry'ego, które powszechnie używane jest jako symbol ortopedii. Grafika pochodzi z 1741 roku z książki Orthopédie, która wprowadziła termin ortopedia

Ortopedia (gr. orthos – prosty, prawidłowy oraz paidia – dzieci). Początkowo byli to lekarze zajmujący się "prostowaniem dzieci", leczyli skrzywienia kręgosłupa. Z czasem dziedzina została rozszerzona na cały narząd ruchu.

## Historia ortopedii
W Polsce do rozwoju nowoczesnej ortopedii przyczynili się m.in. Ireneusz Wierzejewski, Adam Gruca, Wiktor Dega, Adolf Wojciechowski — autorzy licznych prac naukowych i twórcy nowych metod operacyjnych. Pierwsza klinika ortopedyczna powstała w 1923 Poznaniu, zaś Polskie Towarzystwo Ortopedyczne i Traumatologiczne założono w 1928 w Poznaniu.

## Działy ogólne współczesnej ortopedii
- Zmiany zwyrodnieniowe
- Nowotwory narządu ruchu
- Zapalenia i zakażenia kości i stawów
- Choroby nerwowo-mięśniowe
- Uszkodzenia nerwów obwodowych
- Reumoortopedia
- Jałowe martwice kości i osteochondrozy
- Choroby metaboliczne, endokrynologiczne i uwarunkowane genetycznie
- Zaopatrzenie ortopedyczne, protezowanie i amputacje kończyn
- Złamania patologiczne i zmęczeniowe

## Ortopedia i traumatologia regionalna
- Kręgosłup, miednica, klatka piersiowa
- Bark i ramię
- Łokieć i przedramię
- Nadgarstek i ręka
- Biodro i udo
- Kolano i goleń
- Staw skokowy i stopa

## Szkolenie specjalizacyjne w Polsce
W Polsce lekarz może rozpocząć szkolenie w dziedzinie ortopedii i traumatologii narządu ruchu bezpośrednio po odbyciu lekarskiego stażu podyplomowego.